# ريكاردو غونزاليس (لاعب كرة قدم)
ريكاردو غونزاليس (بالإسبانية: Ricardo Gónzalez Reinoso)‏ هو لاعب كرة قدم ومدرب كرة قدم تشيلي في مركز الدفاع، ولد في 31 أغسطس 1965 في سان فيليبي في تشيلي. شارك مع منتخب تشيلي لكرة القدم. أما مع النوادي، فقد لعب مع سانتياغو واندررز وكولو-كولو ونادي بالستينو ويونيون إسبانيولا.

## وصلات خارجية
- ريكاردو غونزاليس (لاعب كرة قدم) على موقع ناشيونال فوتبول تيمز (الإنجليزية)
- ريكاردو غونزاليس (لاعب كرة قدم) على موقع عالم كرة القدم.نت (الإنجليزية)